# Osterland

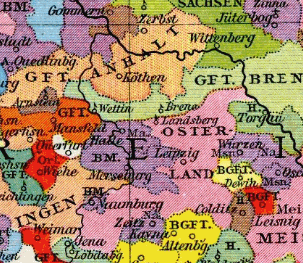
Il margraviato di Landsberg (Osterland) dopo il 1260

Osterland (latino: terra orientalis) è un territorio storico compreso nelle attuali Turingia, Sassonia e Sassonia-Anhalt. Il paesaggio leggermente collinoso rappresenta il tratto precollinare della zona occidentale dei Monti Metalliferi e scende dolcemente fino alla piana del sud-est della Sassonia-Anhalt. In esso si notano ancora tracce di una primitiva attività vulcanica.

## Storia
Sulla zona dell'antica Osterland sorse nel 937 la marchia orientalis della Sassonia, che nel 965 venne suddivisa in cinque unità amministrative più piccole (Marche). Fra queste vi erano la Marca di Lausitz, quella di Merseburgo e quella di Zeitz, tutte site sull territorio della Osterland. Attraverso le successioni ereditarie, il territorio divenne, nel XIII secolo il margraviato di Landsberg.
Nel XIV secolo la colonizzazione e il conseguente sfruttamento delle terre erano ampiamente conclusi e con il disboscamento si perse il carattere boschivo come forma prevalente.

### Situazione attuale
Dopo l'estinzione della DDR ebbe luogo una riflessione sul paesaggio storico e la trasformazione locale del concetto riprese. L'edizione del quotidiano locale Leipziger Volkszeitung nel circondario dell'Altenburger Land pubblica, fin dai primi anni novanta, un suo giornale supplementare, l'Osterländer Volkszeitung (OVZ). 
A Gera c'è un Osterlandgymnasium Gera. Inoltre la Milchwerke Thüringen GmbH, parte del gruppo Humana Milchunion, ha dato ai suoi prodotti caseari il marchio  Osterland.

## Geografia
L'estensione geografica che va sotto il nome di Osterland si modifica continuamente, ma il suo confine occidentale rimane comunque la Saale (presso Weißenfels). A nord il confine si estende fino a Lipsia ed Eilenburg, a sud fino a Eisenberg e Borna, ad est verso Torgau; successivamente venne spesso considerato come confine naturale della Ostland, il corso del fiume Mulde. Nel XIV secolo, il concetto si estese, considerando appartenenti alla Ostland anche il territorio di Pleißenland, con Altenburg, Schmölln, Meerane, Ponitz und Zwickau e anche Gera e Schönburg.